# Ernst Küper

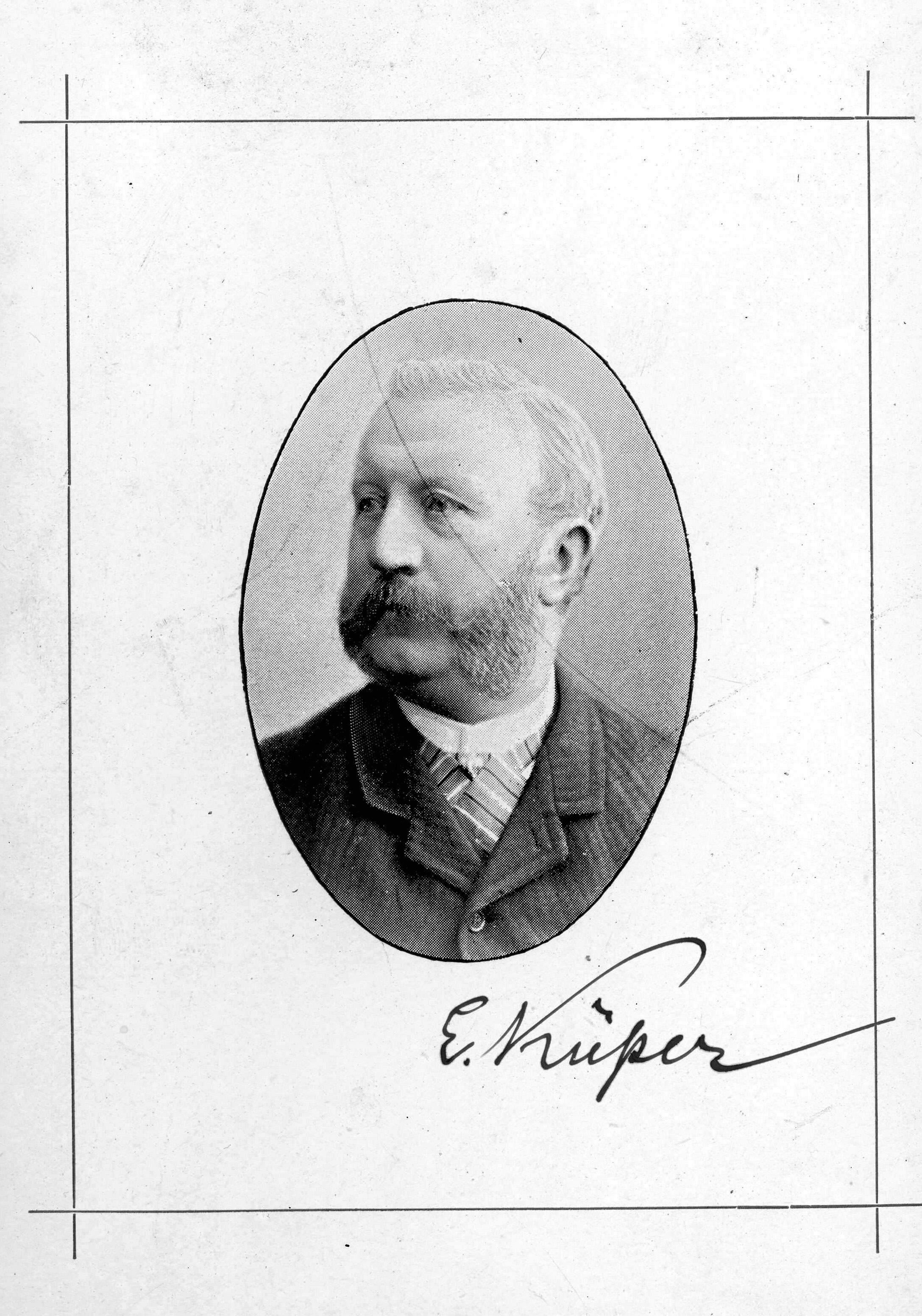
Ernst August Küper

Ernst August (Enno) Küper (* 2. März 1835 in Hage, Ostfriesland; † 4. Februar 1912 in Hameln) war ein deutscher Verwaltungsjurist im Königreich Hannover und im Königreich Preußen.

## Leben
Küpers Eltern waren der hannoversche Amtmann Carl Cüper († 1863) und seine Frau Friederike geb. v. Frese. Nach dem Abitur am Gymnasium Andreanum studierte Küper 1854–1858 an der Georg-August-Universität Göttingen Rechtswissenschaft. Er wurde aktiv im Corps Hildeso-Guestphalia Göttingen, das ihn am 3. August 1855 recipierte.

### Hannover
Am 2. Juli 1859 kam er als Auditor an das Amtsgericht Einbeck. Am 11. Juni 1860 wechselte er an das Amtsgericht Hildesheim, wo er am 12. Januar 1861 zum Amtsauditor ernannt wurde. Als solcher kam er im Juni 1861 an das Amtsgericht Calenberg und im Mai 1862 an das Amtsgericht Bleckede. Nachdem er am 11. Juli 1863 die Verwaltungsprüfung bestanden hatte, kam er als Amtsassessor nach Aurich. Am 29. Juni 1864 wurde er Syndikus beim Magistrat von Uelzen. Seit dem 9. Januar 1866 Hilfsarbeiter bei der Landdrostei Hildesheim, 
erlebte er die Entstehung der preußischen Provinz Hannover. Er wurde am 14. April 1868 zum Regierungsassessor ernannt und am 22. April als Hilfsarbeiter zum Amt Göttingen versetzt.

### Beuthen O.S.

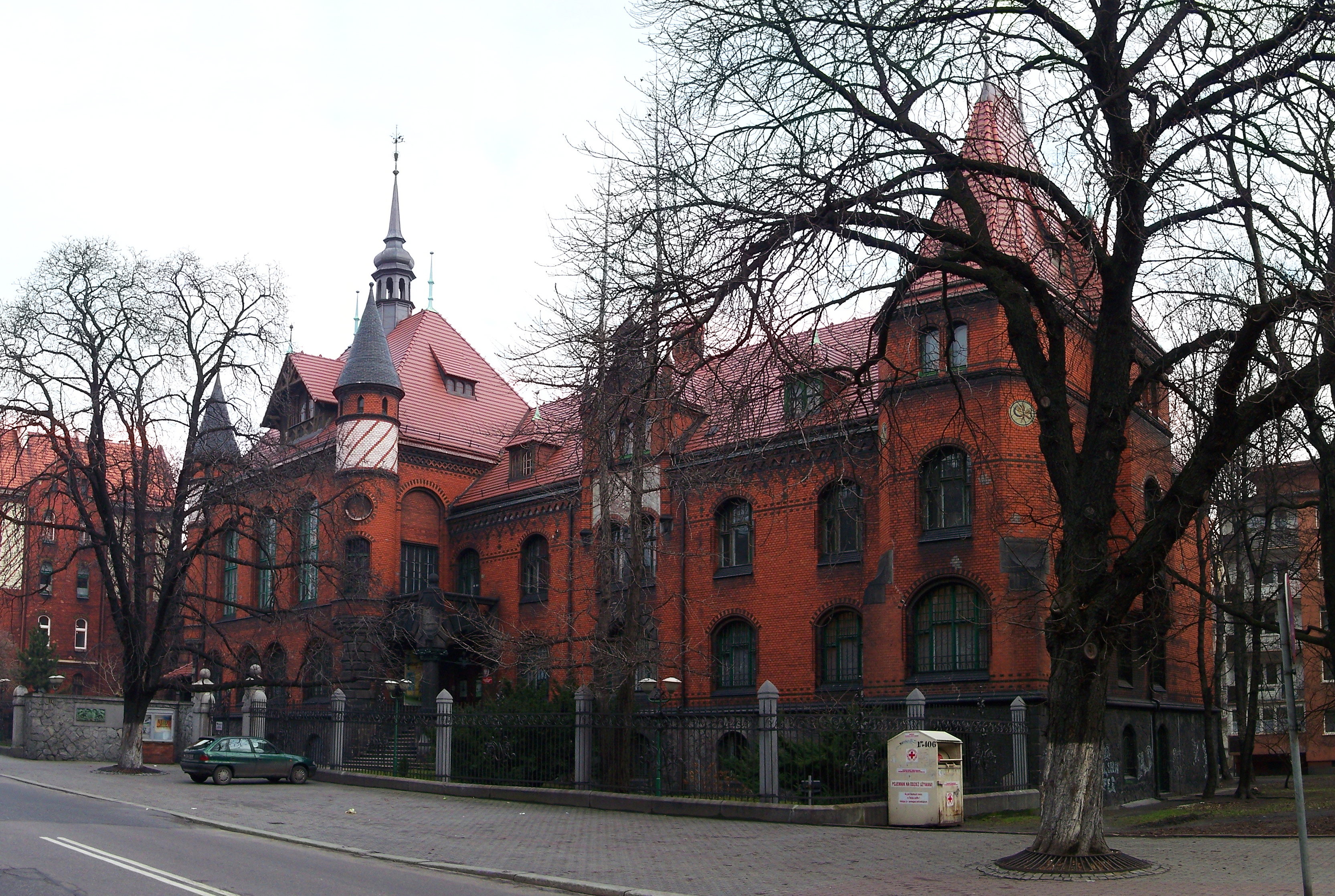
Landratsamt in Beuthen

Am 1. Juni 1869 kam er als Hilfsarbeiter zum  Landratsamt Beuthen. Die Stadt  Beuthen O.S. wählte ihn am 9. März 1870 zum Ersten Bürgermeister.  Am 20. Dezember 1873 wurde er zum Kreisdeputierten des Kreises Beuthen, am 22. April 1876 in den Bezirksrat des  Regierungsbezirks Oppeln gewählt.

### Krefeld
Die Stadt Krefeld wählte ihn am 1. Februar 1882 zum Bürgermeister. Am 17. April mit dem Oberbürgermeistertitel bestätigt, wurde er am 4. Mai in sein Amt eingeführt. Er wurde am 26. Oktober 1893 wiedergewählt und am 27. April 1894 bestätigt. Auf eigenen Antrag trat er am 1. April 1903 in den Ruhestand, den er in Hameln verbrachte.
Am 14. Oktober 1869 hatte er in Hildesheim Clementine Praël geheiratet. Die  Tochter eines Geh. Medizinalrats schenkte ihm drei Söhne und fünf Töchter.

## Ehrungen

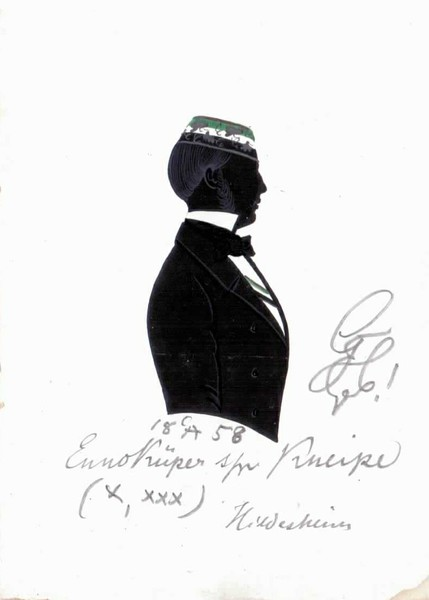
Corpsstudent Küper

- Verleihung des persönlichen Titels Oberbürgermeister durch die Stadt Beuthen (8. März 1880)
- Berufung auf Lebenszeit in das Preußische Herrenhaus, als Angehöriger der „OB-Fraktion“ (1886)
- Charakter als Geheimer Regierungsrat (31. August 1897)
- Roter Adlerorden 3. Klasse (1903)